# میوپاتی تیروتوکسیک
میوپاتی تیروتوکسیک (به انگلیسی: Thyrotoxic myopathy) یا به‌طور مخفّف TM، یک اختلال عصبی عضلانی است که بر اثر تولید بیش از حد هورمون تیروکسین ایجاد می‌شود. TM همچنین به عنوان میوپاتی هایپرتیروئید شناخته می‌شود، یکی از میوپاتی‌هایی است که منجر به ضعف عضلانی و تجزیه بافت عضلانی می‌شود. شواهد نشان می‌دهد که شروع ممکن است ناشی از پرکاری تیروئید باشد. دو علت شناخته شده پرکاری تیروئید وجود دارد که منجر به ایجاد میوپاتی تیروتوکسیک می‌شود، از جمله گواتر چند گره‌ای و بیماری گریوز. علائم فیزیکی TM ممکن است شامل ضعف عضلانی، تجزیه بافت عضلانی، خستگی و عدم تحمل گرما باشد. اعمال فیزیکی مانند بلند کردن اجسام و بالا رفتن از پله‌ها ممکن است به‌طور فزاینده ای دشوار شود. در صورت عدم درمان، TM می‌تواند یک اختلال بسیار ناتوان کننده باشد که در موارد بسیار نادر می‌تواند منجر به مرگ شود. اگر به درستی تشخیص داده شود و درمان شود، می‌توان اثرات را کنترل کرد و در بیشتر موارد معکوس کرد و به طوری که هیچ اثر ماندگاری نداشته باشد.